# Paecilaema carvalhoi
Paecilaema carvalhoi is een hooiwagen uit de familie Cosmetidae.